# Municipio de St. Marys (Indiana)
El municipio de St. Marys (en inglés: St. Marys Township) es un municipio ubicado en el condado de Adams en el estado estadounidense de Indiana. En el año 2010 tenía una población de 1308 habitantes y una densidad poblacional de 20,55 personas por km².

## Geografía
El municipio de St. Marys se encuentra ubicado en las coordenadas 40°47′15″N 84°49′52″O / 40.78750, -84.83111. Según la Oficina del Censo de los Estados Unidos, el municipio tiene una superficie total de 63.66 km², de la cual 63,63 km² corresponden a tierra firme y (0,05 %) 0,03 km² es agua.

## Demografía
Según el censo de 2010, había 1308 personas residiendo en el municipio de St. Marys. La densidad de población era de 20,55 hab./km². De los 1308 habitantes, el municipio de St. Marys estaba compuesto por el 98,85 % blancos, el 0,46 % eran de otras razas y el 0,69 % eran de una mezcla de razas. Del total de la población el 1,3 % eran hispanos o latinos de cualquier raza.